# 1861
| [ Edytuj tabelę ]                         | |
| Król Polski (tytularny)                   | - 1855 Aleksander II Romanow 1881 |
| Emir Afganistanu                          | - 1842 Dost Mohammad Chan 1863 |
| Współksiążęta Andory                      | - 1853 Josep Caixal i Estradé 1879 - 1848 Karol Ludwik Napoleon Bonaparte 1870                                                            |
| Prezydent Argentyny                       | - 1860 Santiago Derqui 1861 - 1861 Juan Esteban Pedernera 1861                                                                            |
| Cesarz Austrii                            | - 1848 Franciszek Józef I 1916 |
| Król Bawarii                              | - 1848 Maksymilian II 1864 |
| Król Belgów                               | - 1831 Leopold I 1865 |
| Premier Belgii                            | - 1857 Charles Rogier 1868 |
| Prezydent Boliwii                         | - 1857 José María Linares 1861 - 1861 José María de Achá 1864                                                                             |
| Cesarz Brazylii                           | - 1831 Pedro II 1889 |
| Sułtan Brunei                             | - 1852 Abdul Momin 1885 |
| Prezydent Chile                           | - 1851 Manuel Montt 1861 - 1861 José Joaquín Pérez 1871                                                                                   |
| Cesarz Chin                               | - 1850 Xianfeng 1861 - 1861 Tongzhi 1875                                                                                                  |
| Król Czech                                | - 1848 Franciszek Józef I 1916 |
| Król Danii                                | - 1848 Fryderyk VII 1863 |
| Premier Danii                             | - 1859 Carl Edvard Rotwitt 1863 |
| Dalajlama                                 | - 1857 Trinlej Gjaco 1875 |
| Prezydent Dominikany                      | - 1858 Pedro Santana 1861 |
| Władca Egiptu                             | - 1854 Sa’id Pasza 1863 |
| Premier Egiptu                            | - 1858 Mustafa Pasza 1861 - 1861 Zulfikar Pasza 1864                                                                                      |
| Prezydent Ekwadoru                        | - 1859 Gabriel García Moreno 1865 |
| Cesarz Etiopii                            | - 1855 Teodor II 1868 |
| Cesarz Francuzów                          | - 1852 Napoleon III 1870 |
| Król Grecji                               | - 1831 Otton I 1862 |
| Prezydent Gwatemali                       | - 1851 Rafael Carrera y Turcios 1865 |
| Prezydent Haiti                           | - 1859 Fabre Geffrard 1867 |
| Król Hawajów                              | - 1854 Kamehameha IV 1863 |
| Król Hiszpanii                            | - 1833 Izabela II 1868 |
| Król Holandii                             | - 1849 Wilhelm III 1890 |
| Premier Holandii                          | - 1860 Floris Adriaan van Hall 1861 - 1861 Jacob van Zuylen van Nijevelt 1861 - 1861 Schelto van Heemstra 1862                            |
| Prezydent Hondurasu                       | - 1856 José Santos Guardiola Bustillo 1862                                                                                                |
| Szach Iranu                               | - 1848 Naser ad-Din Szah 1896 |
| Król Irlandii                             | - 1837 Wiktoria Hanowerska 1901 |
| Cesarz Japonii                            | - 1846 Kōmei 1866 |
| Kalif                                     | - 1839 Abdülmecid I 1861 - 1861 Abdülaziz 1876                                                                                            |
| Emir Kataru                               | - 1847 Muhammad ibn Sani 1878 |
| Prezydent Kolumbii                        | - 1857 Mariano Ospina Rodríguez 1861 - 1861 Bartolomé Calvo 1861                                                                          |
| Patriarcha Konstantynopola                | - 1860 Joachim II 1863 |
| Prezydent Kostaryki                       | - 1859 José María Montealegre Fernández 1863                                                                                              |
| Emir Kuwejtu                              | - 1859 Sabah II 1866 |
| Prezydent Liberii                         | - 1856 Stephen Allen Benson 1864 |
| Książę Liechtensteinu                     | - 1858 Jan II Dobry 1929 |
| Wielki książę Luksemburga                 | - 1849 Wilhelm III 1890 |
| Premier Luksemburga                       | - 1860 Baron de Tornaco 1867 |
| Sułtan Maroka                             | - 1859 Muhammad IV 1873 |
| Prezydent Meksyku                         | - 1861 Benito Juárez 1863 |
| Książę Monako                             | - 1856 Karol III 1889 |
| Król Nawarry                              | - 1848 Napoleon I 1870 |
| Król Nepalu                               | - 1847 Surendra 1881 |
| Premier Nepalu                            | - 1857 Jang Bahadur Rana 1877 |
| Prezydent Nikaragui                       | - 1857 Tomás Martínez 1867 |
| Król Norwegii                             | - 1859 Karol IV 1872 |
| Premier Nowej Zelandii                    | - 1856 Edward Stafford 1861 - 1861 William Fox 1862                                                                                       |
| Sułtan Omanu                              | - 1856 Suwajni ibn Sa’id 1866 |
| Papież                                    | - 1846 Pius IX 1878 |
| Prezydent Paragwaju                       | - 1844 Carlos Antonio López 1862 |
| Prezydent Peru                            | - 1855 Ramón Castilla 1862 |
| Król Portugalii                           | - 1853 Piotr V 1861 - 1861 Ludwik 1889 |
| Król Prus                                 | - 1840 Fryderyk Wilhelm IV 1861 - 1861 Wilhelm I 1888                                                                                     |
| Car Rosji                                 | - 1855 Aleksander II 1881 |
| Książę Rumunii                            | - 1859 Aleksander Jan Cuza 1866 |
| Król Saksonii                             | - 1854 Jan Wettyn 1873 |
| Prezydent Salwadoru                       | - 1860 Gerardo Barrios 1863 |
| Kapitanowie Regenci San Marino            | - 1860 Gaetano Belluzzi Costanzo Damiani 1861 - 1861 Settimio Belluzzi Giacomo Berti 1861 - 1861 Melchiorre Filippi Domenico Fattori 1862 |
| Książę Serbii                             | - 1860 Michał Obrenowić 1868 |
| Prezydent Skonfederowanych Stanów Ameryki | - 1861 Jefferson Davis 1865 |
| Król Sardynii                             | - 1849 Wiktor Emanuel II 1861 |
| Prezydent Szwajcarii                      | - 1861 Melchior Josef Martin Knüsel 1861                                                                                                  |
| Król Szwecji                              | - 1859 Karol XV 1872 |
| Król Tajlandii                            | - 1851 Mongkut 1868 |
| Sułtan Turków                             | - 1839 Abdülmecid I 1861 - 1861 Abdülaziz 1876                                                                                            |
| Prezydent Urugwaju                        | - 1860 Bernardo Berro 1864 |
| Prezydent USA                             | - 1857 James Buchanan 1861 - 1861 Abraham Lincoln 1865                                                                                    |
| Prezydent Wenezueli                       | - 1859 Manuel Felipe de Tovar 1861 - 1861 Pedro Gual Escandón 1861 - 1861 José Antonio Páez 1863                                          |
| Król Węgier                               | - 1848 Franciszek Józef I 1916 |
| Monarcha Wielkiej Brytanii                | - 1837 Wiktoria 1901 |
| Premier Wielkiej Brytanii                 | - 1859 Henry Temple 1865 |
| Cesarz Wietnamu                           | - 1847 Tự Đức 1883 |
| Król Włoch                                | - 1861 Wiktor Emanuel II 1878 |

Rok 1861 / MDCCCLXI
stulecia: XVIII wiek ~
XIX wiek ~
XX wiek

dziesięciolecia:
1830–1839 •
1840–1849 •
1850–1859 •
1860–1869
• 1870–1879
• 1880–1889
• 1890–1899

lata: 1851 «
1856 «
1857 «
1858 «
1859 «
1860 «
1861
» 1862
» 1863
» 1864
» 1865
» 1866
» 1871

## Wydarzenia w Polsce
- 21 lutego – założono Centralne Towarzystwo Gospodarcze dla Wielkiego Księstwa Poznańskiego[1].
- 27 lutego – manifestacja patriotyczna w Warszawie krwawo stłumiona przez wojsko rosyjskie; 5 poległych.
- 2 marca – na Powązkach odbył się demonstracyjny pogrzeb pięciu zabitych przez wojsko carskie 27 lutego.
- 7 kwietnia – rosyjski oficer Jan Peucker popełnił samobójstwo nie chcąc strzelać do uczestników patriotycznego pochodu w Warszawie.
- 8 kwietnia – rosyjskie wojsko otworzyło ogień do bezbronnej ludności zgromadzonej na placu zamkowym w Warszawie; 100 zabitych i setki rannych.
- 18 czerwca – car Aleksander II Romanow wydał ukaz ustanawiający w Królestwie Kongresowym Radę Stanu oraz samorząd gubernialny i powiatowy.
- 14 października – rosyjski namiestnik hr. Karol Lambert wprowadził stan wojenny na terytorium Królestwa Polskiego.
- 15 października – w Warszawie wojsko rosyjskie rozbiło demonstrację patriotyczną z okazji rocznicy śmierci Tadeusza Kościuszki.
- 24 października – otwarto linię kolejową Toruń – Bydgoszcz.
- 4 listopada – otwarto linię kolejową Wiedeń – Lwów.
- 1 grudnia – uruchomiono 2-torową linię kolejową Łowicz – Kutno o długości 45,3 km

## Wydarzenia na świecie
- 2 stycznia – zmarł pruski król Fryderyk Wilhelm IV; na tron wstąpił jego młodszy brat Wilhelm I.
- 9 stycznia:
  - Missisipi jako drugi stan południowy wystąpiło z Unii.
  - parostatek Star of the West, który próbował dostarczyć zaopatrzenie do stacjonującego w twierdzy Forcie Sumter garnizonu majora Roberta Andersona, został ostrzelany przez baterie konfederackie i zmuszony do odwrotu; te strzały okazały się pierwszymi w wojnie secesyjnej.
- 19 stycznia – Georgia wystąpiła z Unii.
- 11 stycznia – Alabama wystąpiła z Unii.
- 26 stycznia – Luizjana wystąpiła z Unii.
- 29 stycznia – Kansas zostaje przyjęty do Unii jako 34 stan.
- 4 lutego – grupa południowych stanów USA ogłosiła secesję i powołanie nowego państwa, Skonfederowanych Stanów Ameryki.
- 9 lutego – nowo powstałe Skonfederowane Stany Ameryki wybrały swoim prezydentem Jeffersona Davisa.
- 18 lutego – Wiktor Emanuel II został pierwszym królem zjednoczonych Włoch.
- 26 lutego – cesarz Austrii Franciszek Józef I wydał Patent lutowy.
- 2 marca – utworzono Terytorium Dakoty i Terytorium Nevady.
- 3 marca – (19 lutego starego stylu) Aleksander II wydał manifest zapowiadający zniesienie poddaństwa i uwłaszczenie chłopów w Imperium Rosyjskim.
- 4 marca:
  - odbyło się zaprzysiężenie Abrahama Lincolna, 16 prezydenta Stanów Zjednoczonych Ameryki.
  - niemiecki astronom Ernst Tempel odkrył planetoidę (64) Angelina.
- 8 marca – astronom Ernst Tempel odkrył planetoidę (65) Cybele.
- 14 marca – Jacob van Zuylen van Nijevelt został premierem Holandii.
- 16 marca – utworzono Korpus Piechoty Morskiej Stanów Skonfederowanych.
- 17 marca – ogólnowłoski parlament w Turynie proklamował powstanie Królestwa Włoch (królem został Wiktor Emanuel II).
- 20 marca – ponad 5 tys. osób zginęło w zniszczonym przez trzęsienie ziemi argentyńskim mieście Mendoza.
- 23 marca – Camillo Cavour został pierwszym premierem zjednoczonych Włoch.
- 29 marca – Śląsk Austriacki odzyskał autonomię wraz z jej atrybutami w postaci Śląskiego Sejmu Krajowego i rządu krajowego w Opawie.
- 2 kwietnia – zwłoki Napoleona Bonaparte przeniesiono z jednej z kaplic do sarkofagu pod kopułą Kościoła Inwalidów w Paryżu, gdzie spoczywają do dziś.
- 6 kwietnia – utworzono Sułtanat Zanzibaru.
- 8 kwietnia – powstał Bułgarski Kościół Katolicki.
- 10 kwietnia – założono Massachusetts Institute of Technology w Cambridge pod Bostonem.
- 11 kwietnia – w Paryżu odbyła się premiera opery Statua Ernesta Reyera.
- 12 kwietnia – ostrzał Fortu Sumter przez wojska Konfederacji Południa zapoczątkował wojnę secesyjną 1861–1865.
- 14 kwietnia – wojna secesyjna: zwycięstwo wojsk konfederackich w bitwie o Fort Sumter.
- 15 kwietnia – prezydent Abraham Lincoln wygłosił orędzie wzywające do mobilizacji sił unijnych w wojnie secesyjnej.
- 17 kwietnia:
  - wojna secesyjna: Wirginia wystąpiła z Unii.
  - brytyjski astronom Norman Pogson odkrył planetoidę (67) Asia.
- 19 kwietnia – wojna secesyjna: rozpoczęła się blokada morska stanów Południa.
- 26 kwietnia – włoski astronom Giovanni Schiaparelli odkrył planetoidę (69) Hesperia.
- 27 kwietnia:
  - prezydent Abraham Lincoln zawiesił Habeas Corpus Act.
  - wojna secesyjna: Wirginia Zachodnia odłączyła się od Wirginii.
- 5 maja – niemiecki astronom Hermann Goldschmidt odkrył planetoidę (70) Panopaea.
- 6 maja – wojna secesyjna: Arkansas wystąpił z Unii.
- 9 maja – w Dreźnie otwarto ogród zoologiczny.
- 13 maja – australijski astronom John Tebbutt odkrył Wielką Kometę z roku 1861.
- 20 maja – wojna secesyjna: Karolina Północna wystąpiła z Unii.
- 29 maja – niemiecki astronom Christian Peters odkrył planetoidę (72) Feronia.
- 1 czerwca – wojna secesyjna: nierozstrzygnięta bitwa morska u ujścia Aquia Creek.
- 3 czerwca – wojna secesyjna: zwycięstwo wojsk Unii w bitwie pod Philippi.
- 17 czerwca – wojna secesyjna: zwycięstwo wojsk Unii w bitwie pod Boonville w Missouri.
- 25 czerwca – Abdülaziz został sułtanem Turcji.
- 5 lipca – wojna secesyjna: zwycięstwo konfederatów w bitwie pod Carthage.
- 11 lipca – wojna secesyjna: zwycięstwo wojsk Unii w bitwie pod Rich Mountain.
- 18 lipca – wojna secesyjna: zwycięstwo Konfederatów w bitwa pod Blackburn’s Ford.
- 21 lipca – wojna secesyjna: stoczono I bitwę nad Bull Run.
- 6 sierpnia – Wielka Brytania anektowała Lagos.
- 26 sierpnia – wojna secesyjna: zwycięstwo konfederatów w bitwie pod Kessler’s Cross Lanes.
- 10 września – wojna secesyjna: zwycięstwo wojsk Unii w bitwie pod Carnifex Ferry.
- 12-15 września – wojna secesyjna: zwycięstwo Unii w bitwie pod Cheat Mountain.
- 20 września – wojna secesyjna: zwycięstwo Konfederatów w I bitwie pod Lexington.
- 3 października – wojna secesyjna: nierozstrzygnięta bitwa nad Greenbrier River.
- 18 października – Wilhelm I Hohenzollern koronował się w Królewcu na króla Prus.
- 21 października – wojna secesyjna: zwycięstwo Konfederatów w bitwie pod Ball’s Bluff.
- 24 października – Western Union sfinalizowała budowę pierwszej transkontynentalnej linii telegraficznej.
- 25 października – w Toronto zostaje założona pierwsza kanadyjska giełda – Toronto Stock Exchange.
- 4 listopada – założono Uniwersytet Waszyngtoński w Seattle, największy w północno-zachodnich Stanach Zjednoczonych.
- 6 listopada – Jefferson Davis został wybrany na prezydenta Skonfederowanych Stanów Ameryki.
- 7 listopada:
  - wojna secesyjna: Unioniści starli się z Konfederatami w bitwie pod Belmont.
  - rozpoczęła się bitwa o Port Royal, jedna z pierwszych operacji desantowych w amerykańskiej wojnie secesyjnej.
- 8 listopada – wojna secesyjna: incydent Trent.
- 10 grudnia – wojna secesyjna: Kentucky jako 12. stan przystąpiło do Skonfederowanych Stanów Ameryki.
- 13 grudnia – wojna secesyjna: nierozstrzygnięta bitwa pod Camp Allegheny.
- 17 grudnia – wojska hiszpańsko-francusko-brytyjskie w wyniku interwencji zbrojnej zajęły meksykański port Veracruz.
- Wydano pierwszą gazetę w języku grenlandzkim.

## Urodzili się
- 3 stycznia:
  - Ernest Renshaw, brytyjski tenisista, zwycięzca Wimbledonu (zm. 1899)
  - William Renshaw, brytyjski tenisista, wielokrotny zwycięzca Wimbledonu (zm. 1904)
- 16 stycznia - Adam Chełmoński, polski lekarz (zm. 1924)
- 27 stycznia – Rudolf Modrzejewski, amerykański inżynier, syn Heleny Modrzejewskiej, budowniczy linii kolejowych i mostów, pionier w budownictwie mostów wiszących (zm. 1940)
- 3 lutego – Ernst Arndt, niemiecki aktor teatralny i filmowy żydowskiego pochodzenia (zm. 1942)
- 15 lutego:
  - Charles Édouard Guillaume, szwajcarski fizyk, laureat Nagrody Nobla (zm. 1938)
  - Alfred Whitehead, angielski matematyk i filozof (zm. 1947)
- 17 lutego - Helena Fryderyka Augusta, księżniczka Waldeck-Pyrmont, księżna Albany (zm. 1922)
- 24 lutego - Aleksander Borawski, polski malarz, konserwator zabytków (zm. 1942)
- 26 lutego:
  - Ferdynand I Koburg, car Bułgarii (zm. 1948)
  - Jarosław Klemens Wiśniewski, polski ziemianin, dyplomata (zm. 1940)
- 3 marca – Rajmund Grimaltós Monllor, hiszpański jezuita, męczennik, błogosławiony katolicki (zm. 1936)
- 10 marca – Klelia Merloni, włoska zakonnica, błogosławiona katolicka (zm. 1930)
- 14 kwietnia – Stefan Szolc-Rogoziński, polski podróżnik, badacz Afryki, zwłaszcza Kamerunu (zm. 1896)
- 16 kwietnia – Karol Potkański, polski historyk, etnograf, badacz regionu, taternik (zm. 1907)
- 17 kwietnia – Willard Saulsbury, amerykański polityk, senator ze stanu Delaware (zm. 1927)
- 25 kwietnia – Rudolf Dittrich, austriacki muzyk (zm. 1919)
- 30 kwietnia – Marian Zdziechowski, polski filozof i historyk idei (zm. 1938)
- 1 maja - Cezaryna Wojnarowska, polska działaczka socjalistyczna (zm. 1911)
- 7 maja – Rabindranath Tagore (bengali রবীন্দ্রনাথ ঠাকুর), indyjski poeta, prozaik, filozof także kompozytor i malarz, laureat Nagrody Nobla w dziedzinie literatury (zm. 1941)
- 8 maja:
  - Tarzylla Córdoba Belda, hiszpańska działaczka Akcji Katolickiej, męczennica, błogosławiona katolicka (zm. 1936)
  - Jan Sullivan, irlandzki jezuita, błogosławiony katolicki (zm. 1933)
- 15 maja – Paul Blau, niemiecki duchowny, superintendent generalny Kościoła Ewangelicko-Unijnego w Wielkopolsce (zm. 1944)
- 19 maja – Nellie Melba, australijska śpiewaczka operowa (zm. 1931)
- 28 maja – Arthur Kickton, niemiecki architekt (zm. 1944)
- 2 czerwca – Alfred Wróblewski, polski prezbiter jezuicki, protonotariusz apostolski, pisarz, poeta, kompozytor (zm. 1943)
- 7 czerwca:
  - Maria Raffaella Cimatti, włoska zakonnica, błogosławiona katolicka (zm. 1945)
  - Antoni Laubitz, polski duchowny katolicki, biskup pomocniczy gnieźnieński (zm. 1939)
- 8 czerwca – Władysław Krynicki, polski duchowny katolicki, biskup włocławski (zm. 1928)
- 2 lipca - Aleksandra Jentysówna, polska działaczka ruchu robotniczego (zm. 1920)
- 3 lipca – Peter Jackson, australijski bokser pochodzenia karaibskiego (zm. 1901)
- 7 lipca – Nettie Stevens, amerykańska biolog i genetyk (zm. 1912)
- 8 lipca – Feliks Jasieński, polski krytyk i kolekcjoner sztuki (zm. 1929)
- 12 lipca – Anton Arienski, rosyjski kompozytor, pianista, dyrygent (zm. 1906)
- 20 lipca – Nobu Shirase (jap. 白瀬矗), japoński oficer, badacz Antarktydy (zm. 1946)
- 29 lipca - Alice Hathaway Lee, pierwsza żona prezydenta Stanów Zjednoczonych, Theodore'a Roosevelta (zm. 1884)
- 9 sierpnia – Alojzy Boccardo, włoski duchowny katolicki, błogosławiony (zm. 1936)
- 26 sierpnia – Zefiryn Giménez Malla, hiszpański Rom, męczennik, błogosławiony katolicki (zm. 1936)
- 15 września – Juliusz Leo, galicyjski ekonomista, prezydent Krakowa (zm. 1918)
- 16 września
  - Franciszek Skutnik, polski górnik, pisarz amator (zm. ?)
  - Frank Charles Wachter, amerykański przedsiębiorca, polityk, kongresmen ze stanu Maryland (zm. 1910)
- 23 września – Robert Bosch, niemiecki inżynier, przemysłowiec (zm. 1942)
- 1 października - Anna Brigadere, łotewska pisarka, poetka, dramaturg (zm. 1933)
- 4 października – Frederic Sackrider Remington, amerykański malarz, rzeźbiarz i pisarz (zm. 1909)
- 16 października – Richard Sears, amerykański tenisista, pierwszy zwycięzca mistrzostw USA
- 6 listopada – James Naismith, kanadyjski lekarz, twórca koszykówki (zm. 1939)
- 9 listopada – Tadeusz Pawlikowski, polski reżyser i dyrektor teatrów (zm. 1915)
- 10 listopada - Amy Levy, brytyjska poetka, pisarka, eseistka pochodzenia żydowskiego (zm. 1889)
- 15 listopada – Juliusz Leo, polityk galicyjski, ekonomista, prawnik, prezydent Krakowa (zm. 1918)
- 17 listopada – Józef Rada, hiszpański augustianin rekolekta, męczennik, błogosławiony katolicki (zm. 1936)
- 24 listopada – Józef Kallenbach, historyk literatury polskiej (zm. 1929)
- 28 listopada – Jan Chrzciciel Ferreres Boluda, hiszpański jezuita, męczennik, błogosławiony katolicki (zm. 1936)
- 2 grudnia – Franciszek Stefczyk, działacz spółdzielczy, inicjator zakładania spółdzielni oszczędnościowo-pożyczkowych (zm. 1924)
- 8 grudnia
  - Georges Méliès, francuski reżyser i producent filmowy (zm. 1938)
  - Walenty Gadowski, polski taternik i duchowny katolicki (zm. 1956)
- 22 grudnia – Zenon Przesmycki, krytyk literacki i artystyczny, tłumacz, poeta, wydawca (zm. 1944)
- 31 grudnia – Włodzimierz Tetmajer, polski malarz i grafik, jeden z czołowych przedstawicieli Młodej Polski (zm. 1923)

## Święta ruchome
- Tłusty czwartek: 7 lutego
- Ostatki: 12 lutego
- Popielec: 13 lutego
- Niedziela Palmowa: 24 marca
- Wielki Czwartek: 28 marca
- Wielki Piątek: 29 marca
- Wielka Sobota: 30 marca
- Wielkanoc: 31 marca
- Poniedziałek Wielkanocny: 1 kwietnia
- Wniebowstąpienie Pańskie: 9 maja
- Zesłanie Ducha Świętego: 19 maja
- Boże Ciało: 30 maja